# Igreja de Nossa Senhora da Assunção (Vila do Porto)

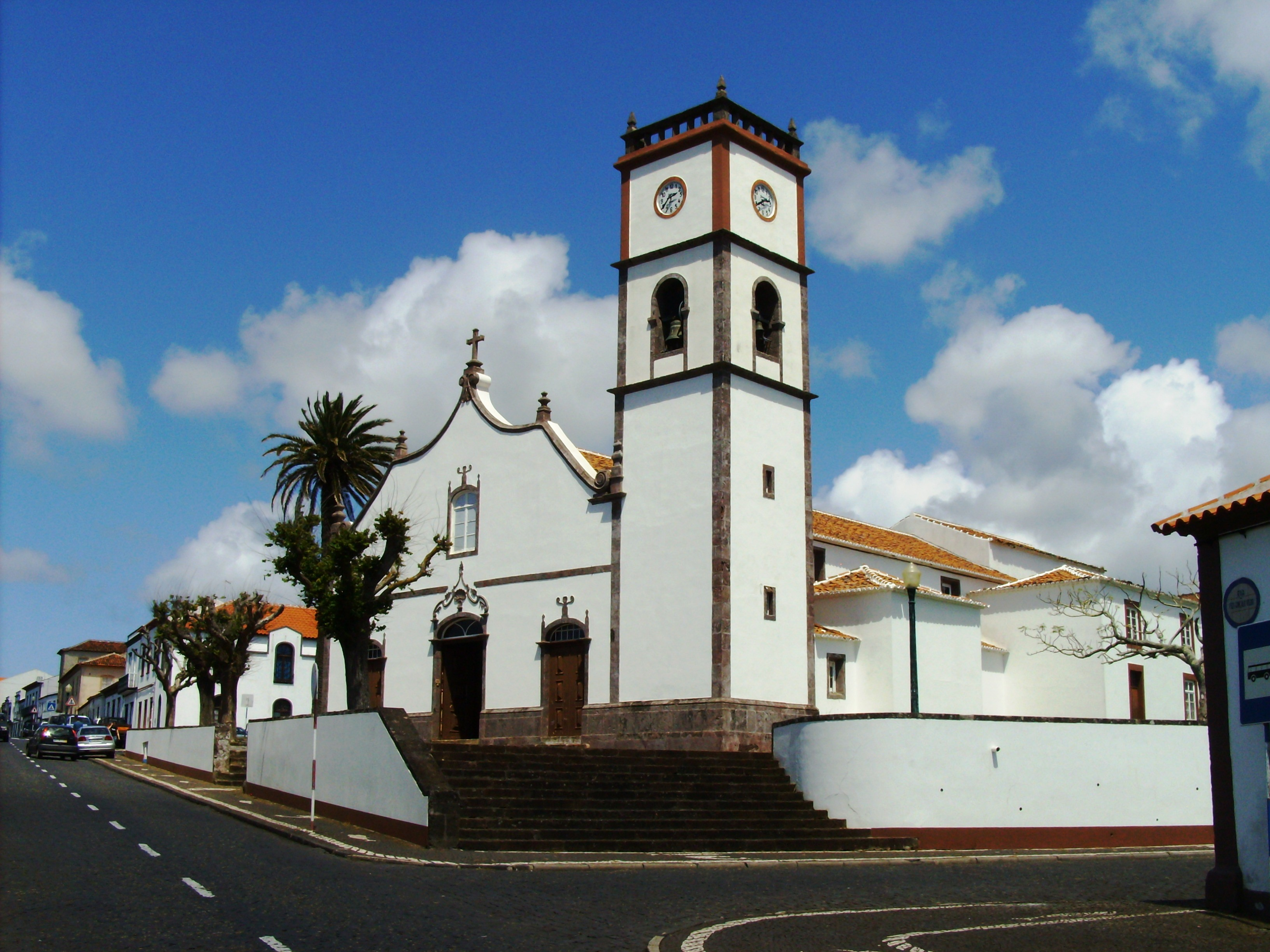
Igreja Matriz de Nossa Senhora da Assunção.

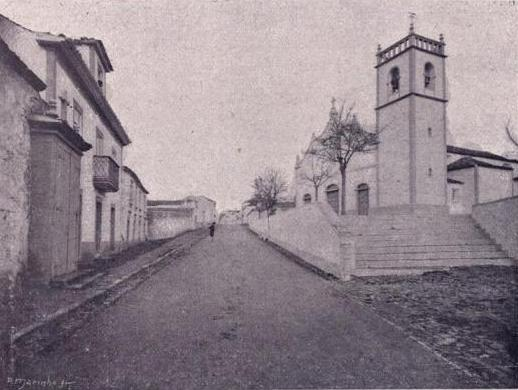
"Vila do Porto - Rua da Conceição" (Álbum Açoriano, 1903).

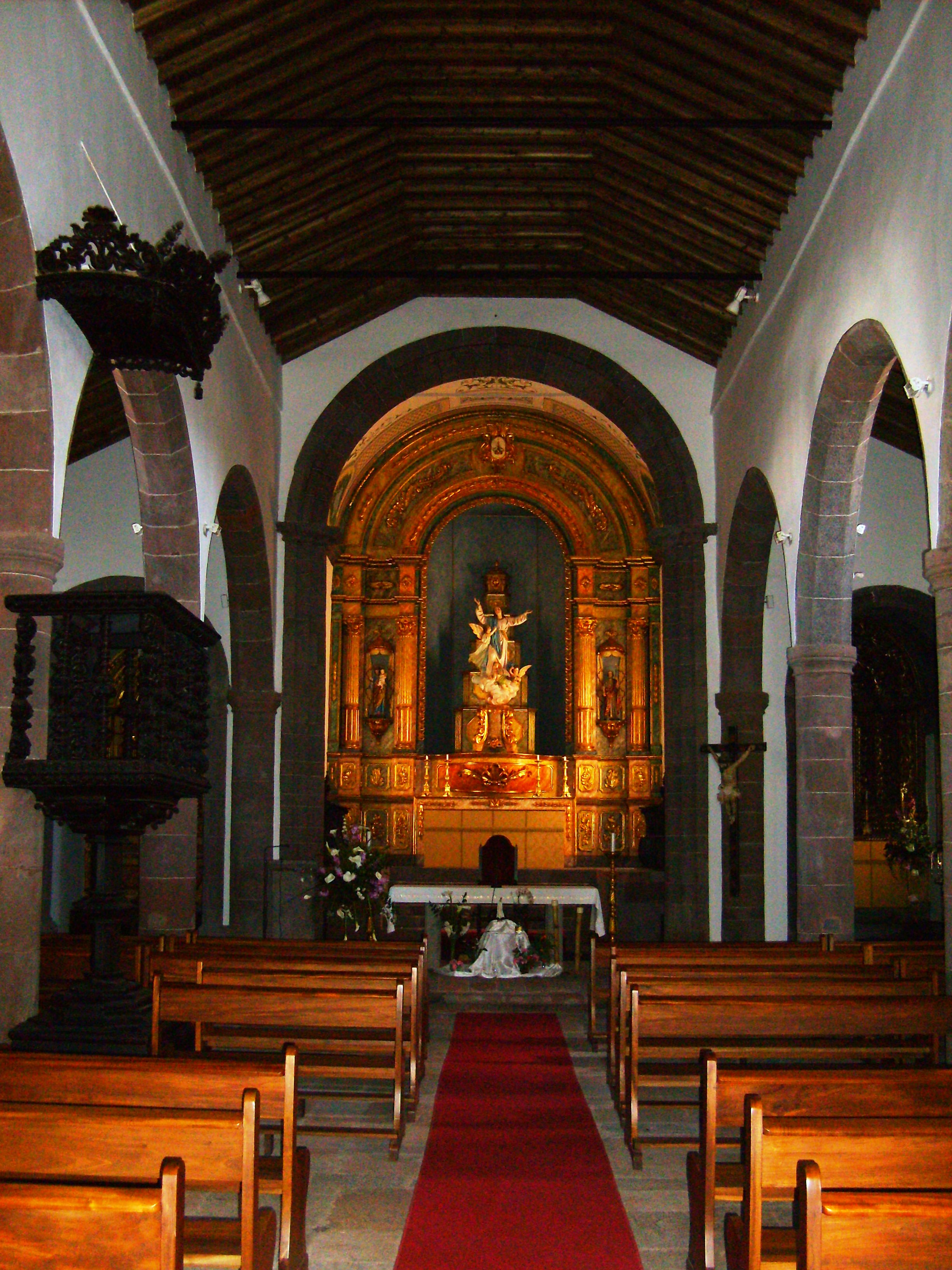
Igreja Matriz: nave central.

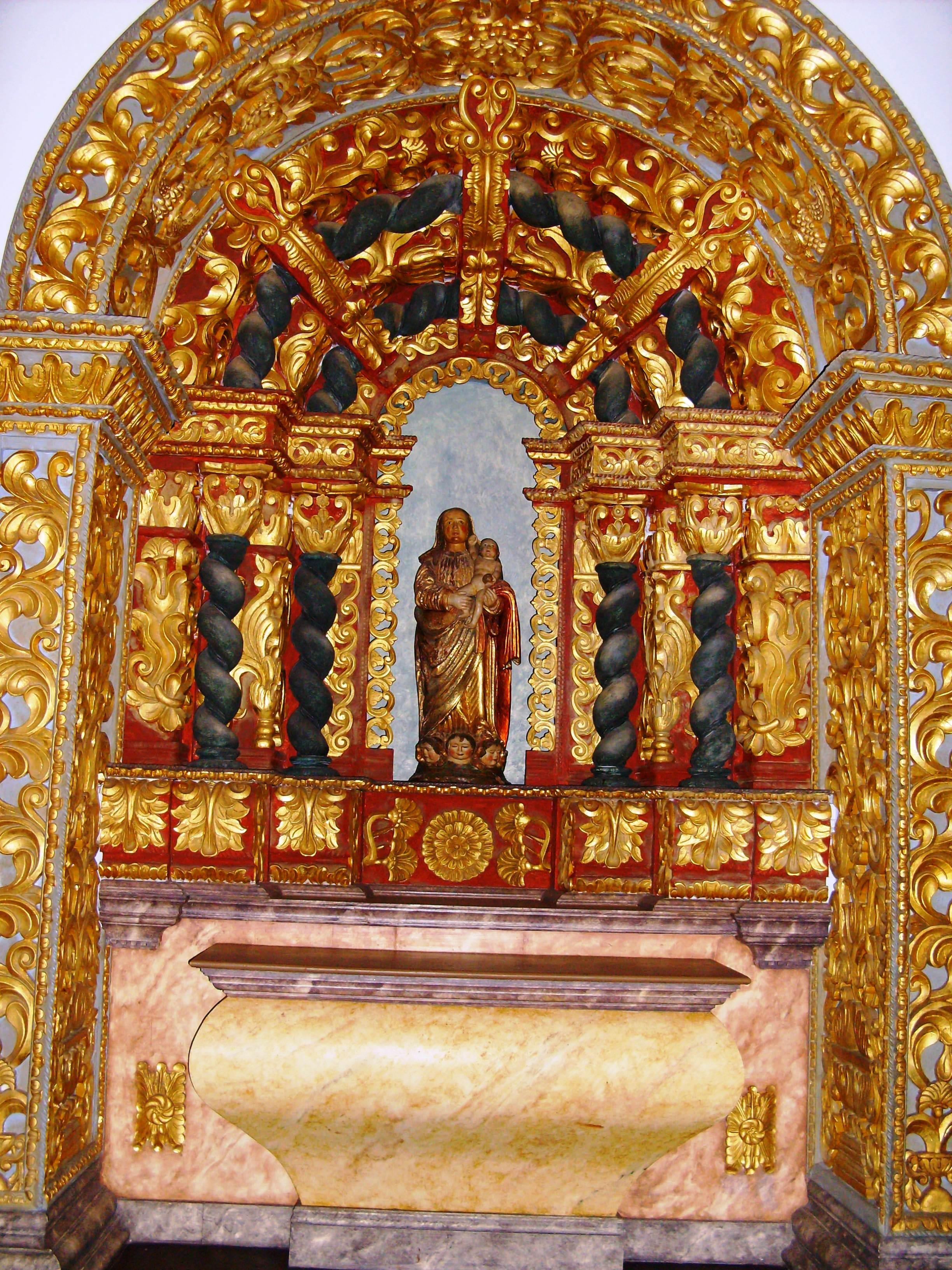
Igreja Matriz: capela lateral.

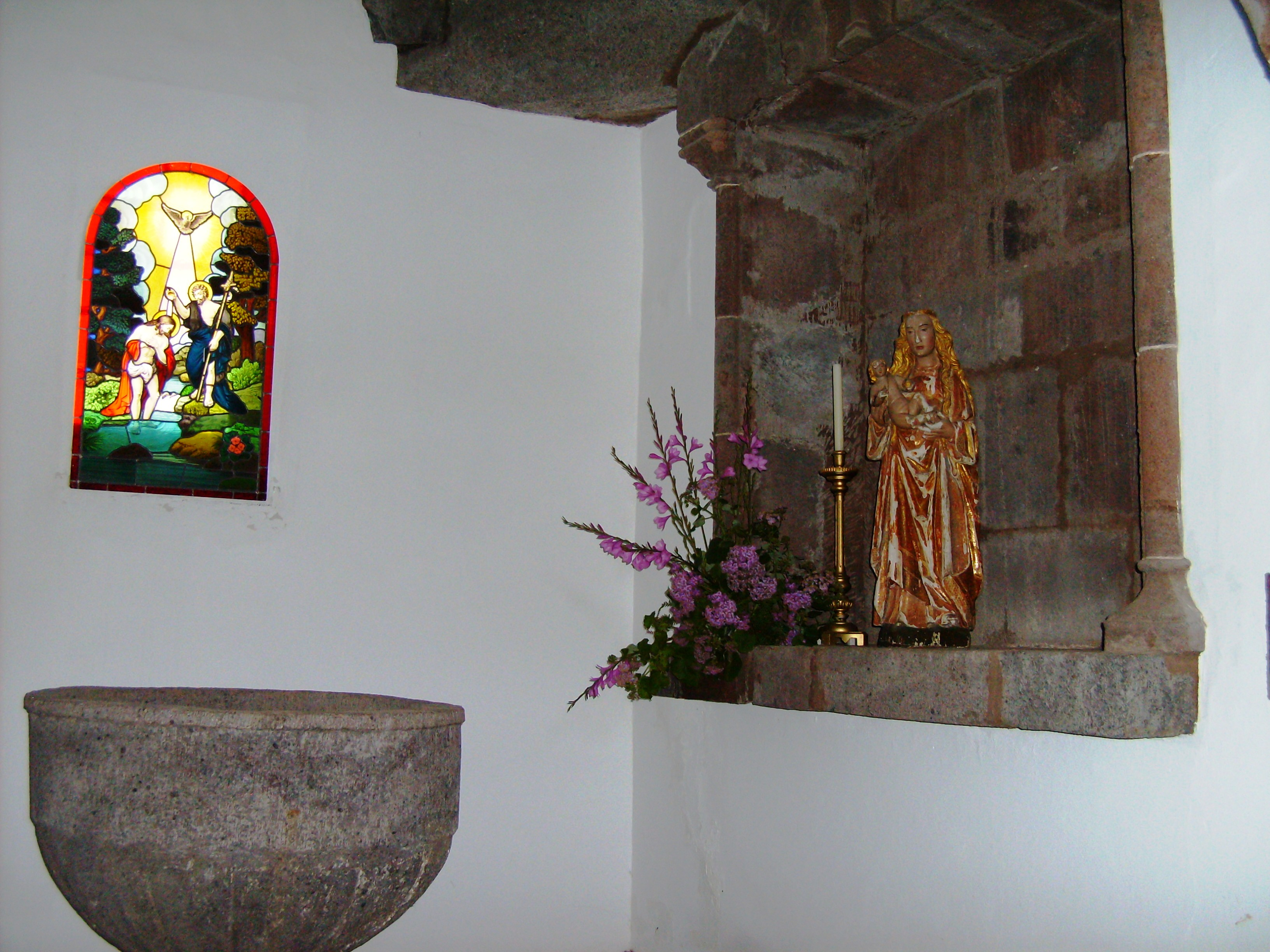
Igreja Matriz: capela lateral esquerda.

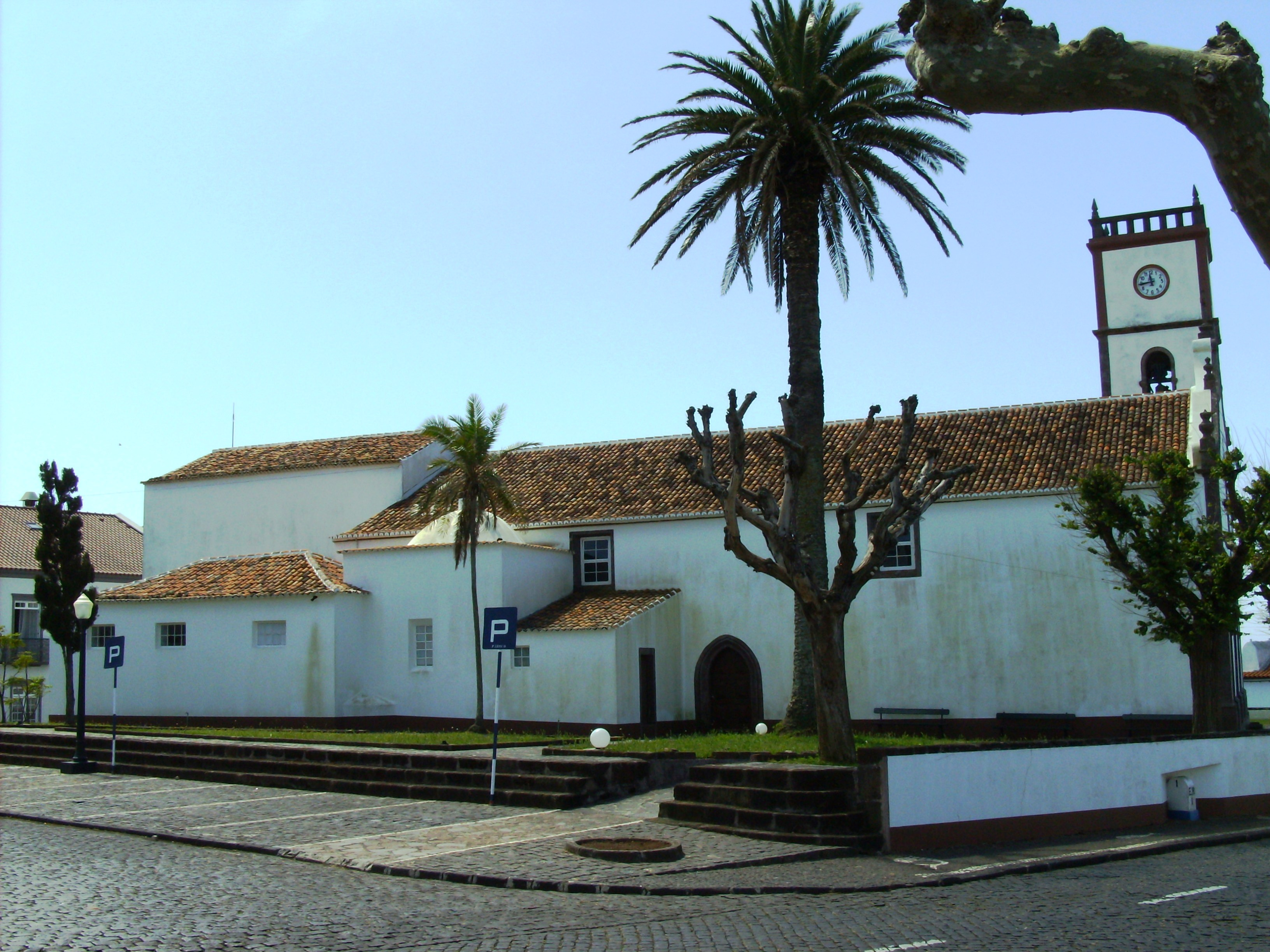
Igreja Matriz: fachada lateral direita.

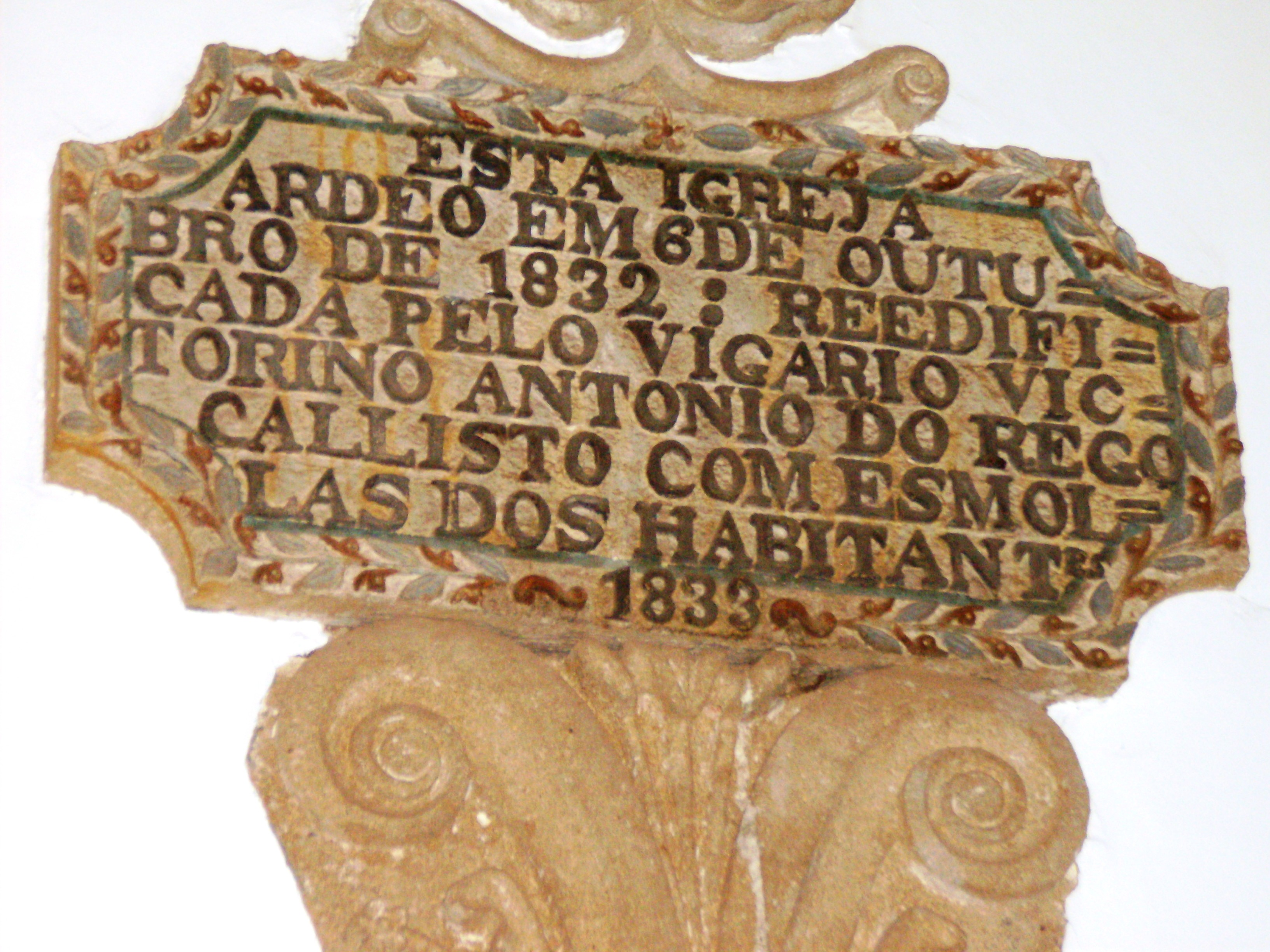
Igreja Matriz: placa alusiva à reconstrução de 1833.

A Igreja Matriz de Nossa Senhora da Assunção localiza-se na freguesia da Vila do Porto, concelho da Vila do Porto, na ilha de Santa Maria, nos Açores.

## História
Sob a invocação de Nossa Senhora da Assunção, padroeira da vila, data do início do século XV, constituindo-se numa das igrejas mais antigas do arquipélago. É largamente referida por Gaspar Frutuoso  e, modernamente, a sua história encontra-se em trabalho do Dr. Manuel Monteiro Velho Arruda. Foi cabeça da Comenda de Nossa Senhora da Assunção.
Foram seus benfeitores João Tomé, o "Amo" e o Ouvidor Rui Fernandes, escudeiros do capitão do donatário e vereadores da municipalidade, nomeados por Gaspar Frutuoso como "lavradores e homens principais da terra". As suas obras foram iniciadas em 1439, a cargo do pedreiro Estevão Ponte e do carpinteiro João Roiz (Rodrigues). Frutuoso informa que o primeiro arrematou a obra por trezentos mil-réis, e Roiz, de Vila Franca do Campo, terá recebido "de noventa a cem mil-réis". Primitivamente a igreja só dispunha de uma porta no frontispício. No meado do século XVI já possuía sete confrarias. Frutuoso assim a descreveu:
"A igreja principal é da invocação da Assunção de Nossa Senhora (por se achar no mesmo dia a Ilha), de naves, com quatro pilares em vão, e muito bem assembrada, com um Altar do apóstolo São Matias, que é o padroeiro de toda a Ilha, da banda do evangelho, e outro de Nossa Senhora do Rosário, da parte da epístola. Tem também duas capelas, uma da banda do sul, que mandou fazer Duarte Nunes Velho, com altar de Jesus; a outra, de Rui Fernandes de Alpoim, com o altar de Santa Catarina.".
Por determinação de Filipe II de Portugal, o exclusivo do púlpito desta igreja foi dado aos franciscanos da vila. O pregador do Convento da Igreja de Nossa Senhora da Vitória tinha a obrigação de fazer 24 sermões por ano naquele púlpito, recebendo, por isso, três moios de trigo e 10$000 réis em espécie. O corpo eclesiástico de que dispunha era muito numeroso, recebendo bons proventos no século XVIII.
A igreja foi profanada e destruída por corsários franceses (agosto de 1576) e ingleses (1599), tendo sido incendiada por piratas da Barbária em 1616. Nesta última terá servido como mesquita. Foi reparada pela Câmara Municipal em 1630, mas faltaram, à época, recursos para a telha. Após vários apelos ao soberano, apenas em 1659 um pequeno auxilio foi conseguido. A imagem da Virgem foi devolvida ao seu nicho, ao centro do altar-mor em 1674, por iniciativa do então bispo da Diocese de Angra, D. Lourenço de Castro.
Encontra-se referida por MONTE ALVERNE (1986), possuindo à época (c. 1695) um vigário, um cura, um tesoureiro, um organista e quatro beneficiados.
As reparações promovidas no século XVIII e no século XX foram efetuadas à custa da população e das confrarias. O altar das Almas goza do privilégio de indulgência para o sacerdote que oficiar missas dos fiéis defuntos, com isenção das penas do Purgatório, segundo Breve do Papa Pio VI datado de 11 de março de 1784.
Em 6 de outubro de 1832, um novo incêndio trouxe a destruição da igreja e a reconstrução foi iniciada no ano seguinte (1833) por iniciativa do padre António Calisto (agraciado com o hábito da Ordem de Cristo), às expensas dos paroquianos, conforme inscrição epigráfica a meio da parede da nave sul.
A torre foi alteada em cinco metros para a instalação de relógio, cuja inauguração se deu a 9 de junho de 1946.
Atualmente, da primitiva estrutura, restam apenas uma porta lateral em estilo gótico e um teto em estilo manuelino na Capela de Santa Catarina.
O conjunto encontra-se protegido pelo Decreto Legislativo Regional nº 22/92/A, de 21 de outubro de 1992.
A partir de outubro de 2000 passou por extensa intervenção de restauração e conservação, sendo reinaugurada a 15 de agosto de 2002. Esta campanha procurou, a todo o possível, identificar e resgatar as linhas originais do templo, logrando recuperar-se desse modo o antigo pavimento em pedra, o teto da capela do Santíssimo e a pia batismal original, em pedra da ilha, com recorte de elevado valor artístico.
A festa da padroeira comemora-se anualmente a 15 de agosto, com missa e procissão.

## Características
Em alvenaria de pedra rebocada e caiada, de linhas sóbrias, o conjunto apresenta corpo principal de planta retangular, com o corpo da capela-mor também de planta retangular, mas mais estreito. A eles se adossam a torre sineira (no lado esquerdo da fachada) e vários corpos com um e dois pavimentos (batistério, capelas, sacristia). Está implantado num adro que é em parte protegido por um murete e acedido por escadas em diferentes pontos.
A fachada apresenta os vãos (três portas e uma janela sobre a porta central) rematados em arco abatido sobre impostas. A parte superior da fachada tem um remate com secções de inclinação diferente, rematada por uma cruz.
As portas exteriores das fachadas laterais, situadas a meio das naves, exemplares do estilo gótico, têm as molduras de cantaria em arco quebrado.
A torre sineira, de planta quadrangular, encontra-se à esquerda da fachada principal. É dividida por cornijas em três seções, correspondendo a duas superiores, mais curtas, respectivamente à zona dos sinos (com um vão em cada face) e à ampliação com os relógios (um em cada face). É rematada por uma guarda em cantaria com pináculos nos ângulos. Os vãos sineiros são rematados com arcos de volta inteira, peraltados, sobre impostas.
O interior divide-se em três naves, uma central e duas colaterais: no altar-mor, jazida dos capitães do donatário e suas esposas, venera-se Senhora da Assunção; do lado do Evangelho, a imagem de São Matias; do lado da Epístola, a imagem da Senhora do Rosário. As seis capelas encontram-se sob a invocação das Almas, do Bom Jesus, da Senhora do Carmo, de Santo André, do Santíssimo e de Santa Catarina. As arcadas separadoras são constituídas por cinco arcos de volta inteira assentes em colunas cilíndricas com bases e capitéis circulares. O espaço correspondente ao primeiro tramo, junto às portas de entrada, é preenchido por um coro-alto. A cada nave lateral corresponde um teto de madeira de três esteiras. Ao fundo de cada nave lateral existe uma pequena capela colateral. Cada nave tem duas capelas laterais, correspondendo a primeira do lado da Epístola ao atual batistério. As colunas encastradas nos cantos desta capela e a respectiva cobertura indiciam um investimento construtivo passado que deve ter sido alterado. A segunda do lado da Epístola, que fica em frente à primeira do lado do Evangelho, tem um retábulo em talha barroca pintado de branco. No fecho do arco exterior tem uma inscrição em relevo: "NSDO / CARMO / 1758". Entre esta capela e a colateral do mesmo lado existe ainda um altar. A colateral do lado da Epístola tem um retábulo de talha barroca, verde e dourada, e uma cobertura em abóbada de canhão com caixotões quadrados em cujos centros estão florões ou outros motivos salientes. A segunda capela do lado do Evangelho, sob a invocação de Santa Catarina, é coberta por uma cúpula quase semi-esférica, de base octogonal, com nervuras radiais, assente aos cantos numa espécie de trompas. Na parede do lado direito da mesma capela está encastrado um nicho retangular em cantaria, com base maior que a altura, com colunelos laterais e uma verga recortada de desenho manuelino. Todos os vãos de comunicação entre a igreja e as capelas são arcos de volta inteira sobre impostas, destacando-se, de entre os que são em cantaria (primeira capela do lado da Epístola, segunda capela do lado do Evangelho, colateral do lado do Evangelho e arco triunfal), o primeiro e, em particular, o terceiro, pela espessura e por apresentar uma decoração de cartelas e retângulos almofadados de gosto maneirista.
Na parede do lado da Epístola uma inscrição reza:
"ESTA IGREJA / ARDEO EM 6 DE OUTU= / BRO DE 1832: REEDIFI= / CADA PELO VIGARIO VIC= / TORINO ANTONIO DO REGO / CALLISTO COM ESMOL= / LAS DOS HABITANTES / 1833".
Do lado do Evangelho outra inscrição reza:
"A 25 DE JULHO DE 1951 / PRIMEIRO ANO DA DEFINIÇÃO DOGMATICA / DA ASSUNÇÃO DE NOSSA SENHORA AO CÉU / O VENERANDO BISPO DESTA DIOCESE / D. GUILHERME AUGUSTO CUNHA GUIMARÃIS / SAGROU SOLENEMENTE ESTA MATRIZ / SENDO VIGÁRIO PE. VIRGINIO L. TAVARES".